# Gródki Drugie
Gródki Drugie – część wsi Gródki w Polsce położona w województwie lubelskim, w powiecie biłgorajskim, w gminie Turobin. Stanowi wschodnią część wsi.